# Fetalna pH-metrija
Fetalna pH-metrija (akronim FBS od eng. reči fetal blood sampling) je minimalno invazivna dijagnostička metoda metoda u akušerstvu u kojoj se iz uzorka fetalne krvi, uzete transcervikalno tokom porođaja, određuje pH vrednost fetalne krvi. U uzetom uzorku se ne meri samo pH vrednost, nego i koncentracija laktata koja ima sličnu prediktivnu vridnost kao i pH, pa je možda za ovu metodu pravilniji englaski naziv fetal blood sampling.
Kombinovanom primenom pH-metrije i kardiotokografije u sklopu intrapartalnog fetalnog monitoringa direktno se utiče na smanjenje perinatalnog morbiditeta i mortaliteta i redukuje učestalost nepotrebnih opstetricijskih operacija.

## Opšte informacije
PH vrednost, višak baze i pCO 2 (kiselinsko-bazni status) arterijske krvi koja teče kroz pupčanik pruža dragocene objektivne dokaze o metaboličkom stanju novorođenčadi u trenutku rođenja; pojam koji je osigurao ulogu analizatora gasova u krvi u bolničkim jedinicama u slučajevima sumnje na fetalni distres / asfiksiju.
Rastući fetus zavisi o kiseoniku i hranjivim sastojcima kojima se snabdevaa majčinoj krvlju. Fetalna i majčina cirkulacija je neposredna u posteljici gde se javlja razmena gasova / hranjivih sastojaka između majčine i fetalne cirkulacije.
Kiseonik i hranjive materije difundiraju kroz placentarnu membranu iz majčine arterijske krvi i prenose se do fetusa jednom velikom pupčanom venom. Nakon ekstrakcije tkiva kiseonikom i hranjivim sastojcima, fetalna krv se vraća u placentu kroz dve male pupčane arterije. Ova sada deoksigenirana krv sadrži otpadne produkte fetalnog metabolizma, uključujući ugljen-dioksid (p CO 2 ), čija se eliminacije iz majčine cirkulacije vrši kroz pluća i bubrege.
Dakle, pupčana vrpca sadrži tri krvna suda: 
- jednu veliku venu kojom teče krv obogaćenu kiseonikom do fetusa
- dve znatno manje arterije koje nose deoksigeniranu krv koja je relativno bogata ugljen-dioksidom i drugim metaboličkim otpadnim produktima iz fetusa.

I dok venska pupčana krv odražava kombinaciju učinaka majčina kiselinsko-baznog statusa i funkcije posteljice, dotle arterijska pupčana krv odražava neonatalni kiselinsko-bazni status.
Stoga je od vitalne važnosti za procenu neonatalnog stanja da se koriste kiselinsko-bazni parametri (pH, bazni višak (BE) i laktat) izvedeni iz arterijske, a ne iz venske pupkovine. Normalna fiziološka razlika između vrednosti gasa iz venske i arterijske krvi iz pupkovine i acido-bazne vrednosti opisane u literatauri uglavnom su izvedeni iz studije kojom je obuhvaćeno 19.600 živorođenih (> 20 nedelja trudnoće) na akušerskoj jedinici tercijarne nege tokom trogodišnjeg perioda; i brojnih manjih studija.

### Neonatalna hipoksija i rezultujuća acidoza
Klinička vrednost analize gasova iz iz pupkovine leži u njegovoj sposobnosti da pruži objektivne dokaze o gušenju ploda u trenutku rođenja. Pokazalo se da je ova analiza pouzdaniji u tom pogledu od rutinske kliničke procene pri rođenju pomoću APGAR bodovnog sistava.
Asfiksija je smanjeni kiseonik u tkivu (hipoksija) dovoljne težine i trajanja da izazove metaboličku acidozu.
Metabolička acidoza se razvija jer kada se ćelije tkiva jako isprazne kiseonikom, aerobni metabolizam glukoze je ugrožen, a čelije moraju zavisiti o svojoj funkciji i preživljavanju na manje značajnim anaerobnim putevima koji rezultuju smanjenom proizvodnjom ATP (energije) i, što je važno za pH metriju, akumulacijom metaboličkih kiselina (uglavnom mlečne kiseline).
Značajna metabolička acidoza, široko definisan kao pH arterijske krvi pupčanika < 7,0 i višak baze < –12,0 mmol / L (deficit baze> 12,0 mmol / L), javlja se u oko 0,5-1% porođaja. Ozbiljna intrapartalna hipoksija koju odražava ovaj stepen metaboličke acidoze u moždinama povezana je s povećanim rizikom od hipoksičnog oštećenja moždanih ćelija koja je povezane sa hipoksično-ishemijskom encefalopatijom (HIE).

## Značaj
Od gubitka ploda tokom porođaja tragičnija je jedino smrt porodilje. Upravo je zato intrapartalni nadzor najdelikatniji deo perinatalne zdravstvene zaštite, jer se samo stručnom i stalnom kontrolom fetalnog stanja tokom porođaj može pravovremeno otkriti prelaz iz fiziološkog u patološki tok porođaja i pravilnom intervencijom sprečiti nastanak intrauterine smrti odnosno teških neonatalnih komplikacija.
Brojne su metode koje se s većim ili manjim uspehom, češće ili ređe koriste tokom porođaja za evaluaciju aktualnog stanja fetusa (kardiotokografija, kompjutorizirana kardiotokografija, amnioskopija, pH-metrija, oksimetrija, ultrazvuk), dok se od nekih drugih, inaće pouzdanih korisnih antepartalnih metoda, ne očekuje znajniji doprinos u praćenju intrapartalne fetalne kondicije (biofizikalni profil fetusa, kolor dopler).
Za pH metriju se može reći da je ona do danas najtačnija metoda za procenu fetalne oksigenacije, i acidobaznog stanja tokom porođaja. Kako se radi se o invazivnoj metodi, čija je primena počela 1961.godine (Erich, Saling), za njeno izvođenje je neophodan odgovarajuća otvorenost cervikalnog ušća i prsnuće vodenjaka.
Određivanjem vrednosti pH, pO2, pCO2 i BE dobija se tačan uvid u acidobazni status fetusa, pa se, zavisno od akušerskih uslova, i lokalnom akušerskom nalazu i kontrakcijama, porođaj može nastaviti vaginalnim putem ili se postavlja indikacija za ubrzano operativno dovršenje porođaja.
Fetalna acidoza odnosno pH vrdednosti krvi < 7,20 zahtevaju brzo dovršenje porođaja, jer predstavljaju najčešći uzrok smrti fetusa ili mogu dovesti do oštećenja fetalnih vitalnih organa, naročito centralnog nervnog sistema. Ukoliko pH vrednosti krvi padnu ispod 7,00 češće dolazi do nepovratnog oštećenja organa (naročito mozga), što može rezultovati fetalnom ili neonatalnom smrću.

## Indikacije
Najčešće medicinske indikacije za izvo|enje pH-metrije su:
- Nepravilnosti kardiotokografskog zapisa[40] koje ukazuju na fetalnu patnju (suspektan ili patološki kardiotokografski zapis)
- Slućajevi produženog porođaja, pogotovo uz mekonijsku plodovu vodu,
- Produženo drugo porođajno doba,
- Patološka stanja poput hronične placentarne insuficijencije, preeklampsije sa zastojem fetalnog rasta, šećerna bolest i drugi gestacijski poremećaji, u kojima se može realno očekivati razvoj hipoksije i/ili acidoze.

Američki koledž opstetričara i ginekologa (ACOG)  favorizuje selektivni pristup fetalnoj pH-metriji, navodeći da bi ispitivanje krvi iz pupčane vrpce trebalo primeniti u sedećim situacijama:
- Carski rez za fetalni kompromis,
- Niska petominutna ocena Apgara,
- Teška restrikcija intrauterinog rasta,
- Praćenje abnormalnih otkucaja fetusa,
- Bolesti štitnjače majki
- Intrapartumska groznica
- Multifetalne gestacije

Dok Društvo akušera i ginekologa Kanade (SOGC), za razliku od stava u SAD, preporučuje da se analiza gasova iz pupčane vrpce vrši u svim porođajima.

## Metoda
Za ovu metodu potrebno je da plodove ovojnice nisu očuvane i da je cerviks dilatiran najmanje 3 cm. Prvo se amnioskop, sa odgovoarajućim hladnim osvetljenjem, pomoću spekuluma (zavisno o lokalnom akušerskom nalazu), priljubi se na glavicu fetusa. Zatim se teme glavice prebriđe suvom sterilnom gazom pa premaže parafinskim uljem u tankom sloju, da bi se stvorila bolja kapljica krvi kad se teme zareže skalpelom. Prikladnim skalpelom pravi se rez ne veći od 2 mm a krv se aspirira u tanku hepariniziranu cevčicu. Tako uzeti uzorak krvi odmah se šalje na analizu.

## Tumačenje rezultata
Kod pH nalaza između 7,20 — 7,25, pH-metriju treba ponoviti u zaovisnosti od CTG-u kroz 30 minuta, a
ako je pH ispod 7,20, odmah se uzima još jedan uzorak i pristupa brzom dovršavanju porođaja.
Interpretacija nalaza fetalne krvi.
| Interpretacija nalaza   | pH          | Laktat (mmol/L) |
| ----------------------- | ----------- | --------------- |
| Normalan                | > 7,25      | < 4,2           |
| Osrednji (intermediate) | 7,20 – 7,25 | 4,2 – 4,8       |
| Abnormalan              | < 7,20      | < 4,8           |

U sklopu ovih rezultatata, intrapartalna asfiksija definiše se kao metabolička acidoza sa vrednostima pH fetalne krvi ≤ 7,00 i deficita baza (BE) ≥ –12 mmol/L.

## Literatura
- Zupan Simunek V (2008). „Definition of intrapartum asphyxia and effects on outcome”. J Gynecol Obstet Biol Reprod. 37 (Suppl): 7—15.
- Dražančić, A. (2006). „Kardiotokografija – njezini dosezi i pretskazljivost”. Gynaecol Perinatol. 15 (2): 71—81.

|  | Molimo Vas, obratite pažnju na važno upozorenje u vezi sa temama iz oblasti medicine (zdravlja). |